# L'eroico salvataggio del diretto di Atlantic
L'eroico salvataggio del diretto di Atlantic (His Picture in the Papers) è un film muto del 1916 diretto da John Emerson sotto la supervisione di D.W. Griffith.
Oltre a comparire come aiuto regista, Erich von Stroheim ricopre il ruolo del killer dei Weazels, colui che attenta alla vita di Cadwalader aggredendolo con un pugnale. Compare in molte altre scene del film, sempre con una benda nera all'occhio.
L'incontro di boxe cui partecipa il protagonista, è arbitrato da Terry McGovern, celebre campione del mondo di pugilato, ormai ritirato, che morirà due anni più tardi. Questa è una delle poche volte che McGovern appare su uno schermo.

## Trama
Pete Prindle deve far pubblicare a tutti i costi una sua foto sul giornale. Per questo, una ne fa e cento ne pensa. Per lui, figlio degenere di Proteus Prindle, grosso industriale di prodotti vegetariani, è il solo metodo per rientrare nelle grazie del padre che lo accusa di vita scioperata. Una bella foto che lo porti a testimonial della ditta familiare (pubblicità gratuita!), dimostrerà al genitore il suo attaccamento all'azienda. Anche il ricco Cadwalader, padre di Christine, una bella fanciulla che Pete corteggia con successo, è della stessa idea: non darà sua figlia a quel brutto soggetto finché non dimostrerà di essere degno di suo padre Proteus e dei principî di morigeratezza che questi professa da una vita. Mentre Pete escogita uno dietro l'altro piani di scarso successo per vedere la sua foto sul giornale, Cadwalader si trova a dover fronteggiare le minacce di una banda di delinquenti, i Weazels, che lo fanno oggetto di attentati.
Dopo aver finto di essere stato vittima di un incidente stradale che gli procura uno striminzito trafiletto nelle pagine interne, Pete sembra aver finalmente trovato il modo di comparire sui giornali: vincendo un incontro di boxe. Ma, già in posa per la stampa che dovrebbe immortalare l'avvenimento, è interrotto dall'intervento della polizia. Viene persino arrestato per aver aggredito un poliziotto che lo vuole multare perché si aggira su una spiaggia in pigiama: ma niente di ciò che combina, nel bene o nel male, gli procura l'agognata foto. Sconsolato, senza un soldo, cammina lungo la ferrovia che porta ad Atlantic City senza una meta.
Sul treno che sopraggiunge, intanto, si trova Cadwalader insieme a Christine e ai detective che lo proteggono dai Weazels. I banditi, per vendicarsi, vogliono deviare il treno e manomettono uno scambio. Un ferroviere, accorso sul luogo, viene malmenato. Pete, non lontano da lì, soccorre l'uomo e fronteggia da solo tutta la banda, mettendone fuori combattimento tutti i componenti. Salva così il treno e le centinaia di passeggeri a bordo. Finalmente ottiene la sua foto sul giornale: è l'eroe del giorno.

## Produzione
Il film fu prodotto dalla Fine Arts Film Company.

## Distribuzione
Distribuito dalla Triangle Distributing, il film fu presentato in prima a New York il 10 febbraio 1916. Uscì poi nelle sale cinematografiche statunitensi il 13 febbraio. In Italia venne distribuito dalla Comp. Comm. Cin. nel 1922.
Copia del film viene conservata negli archivi della Library of Congress.